# QCサークル
QCサークル（キューシーサークル）は、同じ職場内で品質管理活動を自発的に小グループで行う活動である。全社的品質管理活動の一環として自己啓発、相互啓発を行い、QC手法を活用して職場の管理、改善を継続的に全員参加で行うものである（TQC用語辞典に基づく解説）。基本的に日本でのみ行われる手法であり、欧米・日本を除くアジア諸国等全世界的に見れば、QC専門家によるトップダウン型のQCストーリーを持つQCチームが一般的である。

## 基本理念
次の3つを基本理念として掲げている。
1. 人間の能力を発揮し、無限の可能性を引き出すこと。
2. 人間性を尊重して、生きがいのある明るい職場をつくること。
3. 企業の体質改善・発展に寄与すること。

## 役割と特徴
1. 人間尊重の精神に支えられた、
2. グループ活動指向の
3. 自主的な、
4. 小集団活動で、
5. 問題解決の方法として、

QC七つ道具を駆使するQCストーリーを武器とする。

## QCサークルとQCチーム
それぞれにメリット・デメリットが存在し、一概にどちらが優れると断じることはできない。QCサークルをQCチームと呼ぶ事は誤り。

### QCチーム（部門横断チーム）
部門単独では解決が困難な課題に対処し、QCの専門家が専門的に解決に当たる。雇用形態がジョブ制である場合がほとんどで、職務記述書(ジョブディスクリプション)に記された内容以外の行動は行えず、改善方法に気づいても措置の行えない諸外国においては、QCチームが一般的。QCチームのメンバーはQC専門家として雇用されるケースが多い。

### QCサークル
本項で述べる通り、部門の全員が参加してQC活動を行う。メンバーシップ制の雇用形態をとる日本においてのみ見られるパターン。
一般に、活動は勤務時間とはみなされずボランティアである。フレックスタイム制をとる職場では、QC活動にあてた時間を勤務時間から控除する。
トヨタはQCサークル活動について残業代を全額支払うことを決定し、2008年6月1日より実施された。

## 問題点
上のような趣旨で始まったQCサークルは、初期の志にもかかわらず、様々な問題点を抱えている。
- QCストーリーに活動手順として不適切な点がある。小改善たる日常管理を行う活動であり、「できるだけよくする」ためのPDCAフィード・バック活動であるため、目標の設定というステップは当初のQCストーリーには存在しなかった。しかし、その後、本来一発勝負のフィード・フォワードで行なう「目標の設定」というステップを導入したため体裁を考慮した目標を設定し、体裁に基づく達成率を発表する傾向を生み虚偽発表の活動へと傾斜した。さらに、実際の活動は、単純な問題解決型、課題達成型ではないので、これを無理にQCストーリーに合せようとすると虚偽発表にならざるを得ない。また、実際の活動は、テーマを決めた当初から「終了までの活動計画」を立てることは不可能なのに「立てた」と虚偽発表することが多い。
- 好む好まざると虚偽発表をせざるを得ず、人間性の尊重に反する事態が多くなった。
- 品質管理活動は、本来、予防活動が中心である。にもかかわらずQCストーリーは目先の効果を狙う活動になっていて、「予防よりは、失敗して起こしたトラブルの後始末の活動」を担当することになり、「予防なしのもぐら叩き」に陥った。
- 当初は時間外の活動である故に上司等の干渉を受けない「自主的」（Independent）活動として出発したが、このことが給料の対象とならない非正規業務として過労死などの人間性の尊重に反する事態を導いた（名古屋地判：トヨタ堤工場事件）。改善は暇を見て行うほどに簡単ではない。そこで正規業務として勤務時間中に上司の指導を受けて行うようになり、この時点で自主的ではなく強制的な活動になったため浸透性にかけるようになり以後全国的にQCサークルは急激に減少するようになる。
- 発表は、本来、相互啓蒙のために他のサークルを聴衆とし行うべきなのに、審査員に対して発表するという習慣が出来上がり、審査員の評価を高くする競走を招き、ほとんどがデータの改ざんや虚偽した発表が多く見られる。
- QCサークルは、既存の体制を大きく変更せずにムリ・ムダ・ムラを減らす活動に徹するべきで、大きな成果は方針管理で出さねばならない。ところが方針管理が、本来フィード・フォワードで行うべきところPDCAのフィードバック活動とする指導が行われ、うまくいかない故に、成果出しの役目をQCサークルにしわ寄せしてきた面がある。このことがデータを捏造した「高い目標」「高い成果」「高い達成率」の発表競争を招いた。
- QCサークルはPDCAを基調とした活動であるが、「QCサークルのやり方」自体はPDCAが回らない故に、QCストーリー通りに記入枠を設けた定型用紙を配布して活動を報告させるような旧態依然としたやり方に留まっている。
- QCサークルは小集団活動のため企業全体のまとまりに欠ける。